# Park Mok-wol

Park Mok-Wol (1916-1978) fue un poeta surcoreano.

## Biografía
Park Mok-wol nació el 6 de enero de 1916 en Gyeongju, provincia de Gyeongsang del Norte, Corea del Sur. Su nombre al nacer fue Park Young Jong. Fue profesor en la Universidad Hongik y en la Universidad Hanyang (en la que hay una estatua de él en su honor) desde 1961. Fue elegido para la Academia Coreana de Artes (Yesurwon) en 1965 y presidente de la Asociación de Poetas Coreanos en 1968.

## Obra
El trabajo de Park Mok-wol creó una nueva tendencia en la poesía coreana que intentó expresar la inocencia infantil y el sentido de lo maravilloso a través de canciones tradicionales y el lenguaje dialectal. Sin embargo, después de su experiencia de la guerra de Corea, cambió de estilo y se esforzó por incorporar en su poesía el dolor, la muerte e incluso la monotonía de la existencia diaria sin mantener un estándar de calidad sentimental o lírica. Sus recopilaciones de poesía, Flores de melocotoneros salvajes (Sandonhwa) y Orquídeas y otros poemas (Nan. Gita) sintetizan su misión artística de retratar la cambiante respuesta humana a las alegrías y penas de la vida. Sus siguientes poemas, sin embargo, representan una vuelta al uso del lenguaje coloquial vívido como medio de expresión del color y la vitalidad de la cultura local. La recopilación de poemas de esta fase estilística, Hojas caídas en la provincia de Gyeongsang del Norte, proporciona el foro artístico desde el cual puede explorar sus primeras preguntas sobre la relación entre lo claro y lo oscuro, la felicidad y la desesperación y la vida y la muerte. Especialmente sus últimos poemas revelan un ferviente amor por la vida que no declina a pesar de saber de la amenaza del fin. Se lo elogia por su prudente optimismo y su capacidad de internalizar conflictos de la realidad empírica en su poesía aparentemente local y dialectal.

## Premios
- Premio literario Libertad
- Premio literario y de arte May
- Premio de cultura de la ciudad de Seúl
- Orden de la peonía

## Cheongnokpa
Formaba parte de Cheongnok-pa un grupo de tres poetas integrado por Jo Ji Hoon, Park Du-Jin y él. Cheongnokpa significa "grupo del ciervo azul".
En 1946 se publicó la primera recopilación de poemas del grupo con el nombre de Antología del ciervo azul (Cheongnokjip). Aunque las preferencias de los tres son diferentes, sus poemas se basan en gran medida en la descripción de la naturaleza y en la esperanza en la humanidad. Por eso Seo Jeong-ju los llamó "el grupo de los poetas de la naturaleza"